# Кедаліон
Кедаліон (дав.-гр. Κηδαλίων) — персонаж давньогрецької міфології, хлопчик, учень у кузні Гефеста. За іншою версією — підручний у кузні Гефеста, дідусь-карлик. Коли Енопіон засліпив велетня Оріона, той схопив Кідаліона і зробив своїм поводирем. За іншою версією, Гефест сам дав Кідаліона в провідники Оріону. Через малий зріст хлопчика (або через хворі ноги дідуся-карлика) Оріону довелося нести Кідаліона на плечах. Кидаліон направляв Оріона через землі та і моря, допоки на найдальшому східному березі океану, де піднімається на небо бог Сонця Геліос, вмовив того повернути Оріону зір.
Персонаж сатиричної драми Софокла «Кедаліон». 